# Lidia Redondo Ruiz de Arévalo
Lidia Redondo Ruiz de Arévalo (Granada, 7 de març de 1992) és una gimnasta rítmica espanyola, bronze en la general del Mundial de Stuttgart (2015) i 4a als Jocs Olímpics de Londres 2012 amb el conjunt espanyol. Posseeix a més diverses medalles en proves de la Copa del Món i altres competicions internacionals. Després d'aquests assoliments el conjunt va començar a ser conegut com l'Equipaso.
Després d'un parèntesi en la seva carrera després d'haver anunciat la seva retirada el 24 de març de 2014, es va confirmar el seu retorn com a integrant del conjunt espanyol el 15 de gener de 2015.

## Biografia esportiva

### Etapa en la selecció nacional

#### 2004 - 2007: etapa com a júnior
El 2004 és escollida per la seleccionadora Anna Baranova i per Nina Vitrichenko per formar part del conjunt júnior de la selecció nacional de gimnàstica rítmica d'Espanya, entrenat per Noelia Fernández, sent al juliol contactada per carta per la RFEG per convocar-la a la concentració permanent per al cicle 2004-2008 en el Centre d'Alt Rendiment de Madrid, incorporant-se finalment al novembre. El 2005, sent part del conjunt júnior va aconseguir la 2a posició en la general i la 3ª en la final de 5 pilotes en el Torneig Internacional de Portimão (el seu debut amb l'equip), la 5a posició en el Torneig Internacional de Nizhni Nóvgorod, i el 4t lloc en el Campionat Europeu de Moscou.
En 2006 passa a formar part de la selecció espanyola individual júnior. En el Campionat d'Espanya Individual celebrat en León, aconsegueix la medalla d'or en maces i en cinta en la categoria júnior d'honor, a més de ser 4ª en cèrcol. En el Torneig Internacional Irina Deleanu en Bucarest (Romania), també com a individual, queda 6ª classificada en cèrcol en la categoria júnior. En 2007, de nou amb el conjunt nacional júnior, va aconseguir la 5a plaça en la general i la 8ª en la final de 10 maces en el Torneig Internacional júnior paral·lel a la Copa del Món de Portimão, la 3a posició en el Torneig Internacional de Ginebra i la 7ª en el Campionat Europeu de Bakú.

#### 2008 - 2012: cicle olímpic de Londres 2012

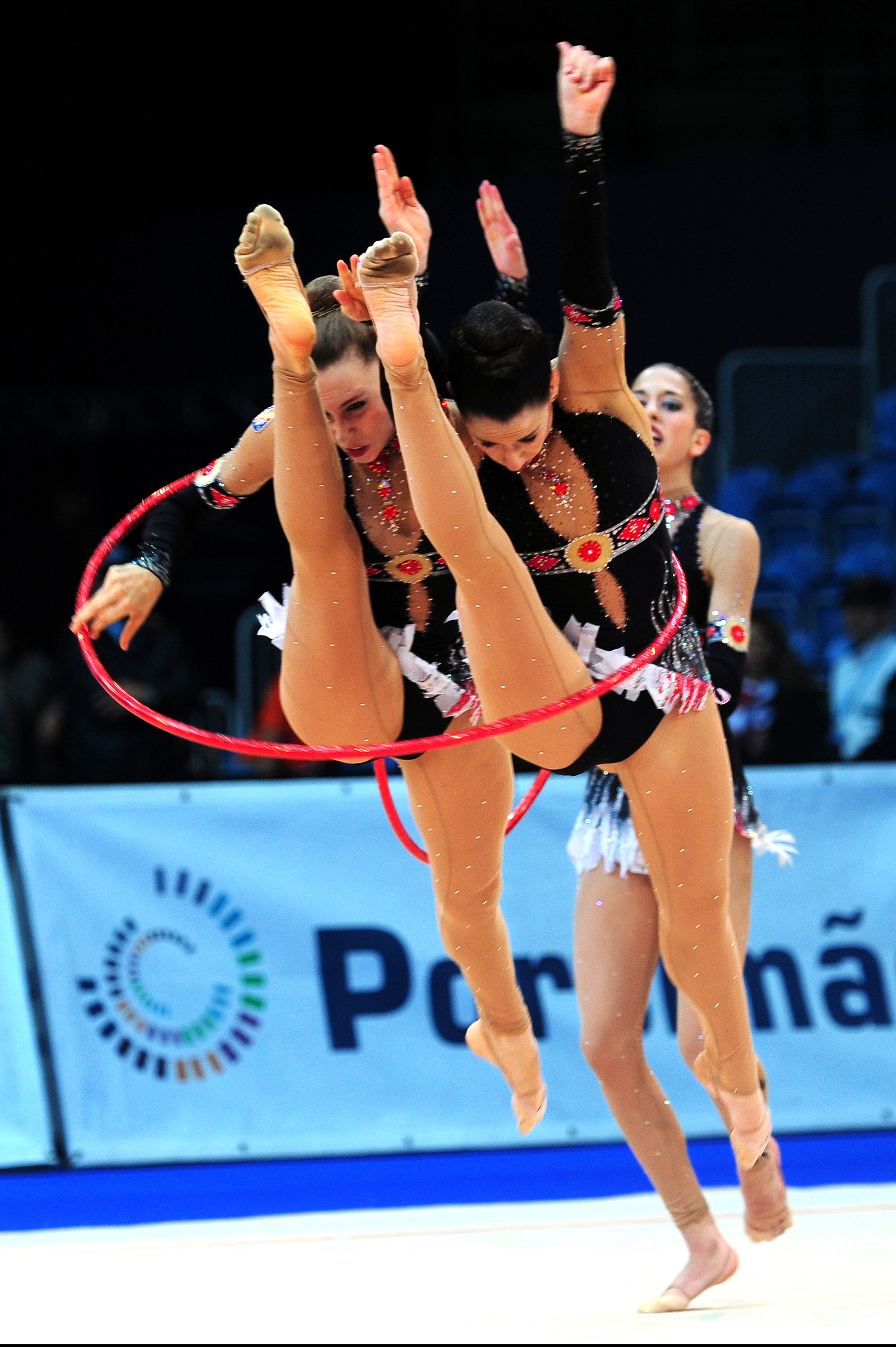
Brega (esquerra) en la Copa del Món de Portimão (2009).

En 2008 es va incorporar al conjunt sènior, participant aquest any únicament en l'Andalusia Cup de Conjunts, disputada en el marc del Grand Prix de Marbella i on el combinat espanyol va aconseguir l'or en 5 cordes. En 2009 passaria a ser gimnasta titular del conjunt, entrenat llavors per la seleccionadora Efrossina Angelova al costat de Sara Bayón (que després de deixar l'equip al maig de 2009 seria substituïda per Noelia Fernández). Per aquest any el conjunt es va renovar gairebé per complet, romanent, de les gimnastes que havien estat en Pequín 2008, únicament Ana María Pelaz. Algunes gimnastes com Bet Salom van decidir abandonar la selecció a causa de la decisió d'Angelova d'augmentar el nombre d'hores d'entrenaments, la qual cosa els feia incompatibles amb els seus estudis. A partir d'aquest any Brega va ser sempre gimnasta titular en els dos exercicis de cada temporada. A l'abril de 2009 va aconseguir dues medalles de plata (en el concurs general i en 3 cintes i 2 cordes) en la prova de la Copa del Món celebrada en Portimão (Portugal), a més del 6è lloc en 5 cèrcols. Al setembre, en el Campionat Mundial de Mie, el conjunt va obtenir el 6è lloc tant en el concurs general com en la final de 5 cèrcols, i el 7º en 3 cintes i 2 cordes. El conjunt titular ho van formar aquest any Lidia, Loreto Achaerandio, Sandra Aguilar, Ana María Pelaz (capitana) i Alejandra Quereda, a més de Nuria Artigues i Sara Garvín com a suplents al principi i al final de la temporada respectivament.
El 2010 Lidia tornaria a ser gimnasta titular en els dos exercicis de la temporada. A l'abril va tenir lloc el Campionat Europeu de Bremen, on el combinat espanyol va aconseguir la 5a plaça en el concurs general, la 6ª en 3 cintes i 2 cordes, i la 8ª en 5 cèrcols. Al setembre van disputar el Campionat Mundial de Moscou, obtenint la 15a plaça en el concurs general i la 8ª en la final de 3 cintes i 2 cordes. El conjunt per a aquesta competició ho van integrar Brega, Loreto Achaerandio, Sandra Aguilar, Miriam Belando (que no havia estat a Bremen), Elena López i Alejandra Quereda, a més de Yanira Rodríguez com a suplent.
El gener de 2011 Anna Baranova va tornar com a seleccionadora nacional, amb Sara Bayón com a entrenadora del conjunt al costat de la pròpia Anna. En aquests moments l'equip portava tres mesos de retard respecte als altres, l'interval de temps entre la destitució de Efrossina Angelova (que va interposar una demanda a la Federació per acomiadament improcedent) i la contractació d'Anna Baranova, arribant algunes gimnastes a tornar als seus clubs d'origen durant aquest període, encara que diverses van seguir treballant a nivell corporal i tècnica d'aparell amb Noelia Fernández a l'espera d'una nova seleccionadora. Amb la volta d'Anna i Sara, es van realitzar nous muntatges dels dos exercicis amb l'objectiu de classificar-se en el Mundial d'aquest any pels Jocs Olímpics de Londres 2012. El nou muntatge de 5 pilotes tenia com a música «Xarxa Violin» d'Ikuko Kawai (un tema basat en el adagi del Concert d'Aranjuez), mentre que el de 3 cintes i 2 cèrcols usava Malaguenya de Ernesto Lecuona en les versions de Stanley Black And His Orchestra i de Plácido Domingo. Aquest any Lidia seguiria sent gimnasta titular en els dos exercicis. Durant aquesta temporada, el conjunt es va aconseguir classificar per a diverses finals en proves de la Copa del Món, a més de fer-se amb les 3 medalles d'or en joc tant en l'US Classics Competition a Orlando com en el II Meeting en Vitória (Brasil). En el Campionat Mundial de Montpeller (França) no van poder classificar-se directament pels Jocs Olímpics, ja que van obtenir la 12a posició i una plaça pel Preolímpico després de fallar en l'exercici de cintes i cèrcols en fer-se un nus en una cinta després del xoc en l'aire de dos d'elles. A més van aconseguir la 6a plaça en la final de 5 pilotes. Després del Campionat del Món de Montpeller van seguir els seus entrenaments amb l'objectiu de poder classificar-se finalment per als Jocs en la cita preolímpica. En el I Torneig Internacional Ciutat de Saragossa van aconseguir la medalla de plata després de les russes. El conjunt titular aquest any va estar format per Lidia, Sandra Aguilar, Loreto Achaerandio, Elena López, Lourdes Mohedano i Alejandra Quereda (capitana).
Para 2012, Lidia seguiria sent gimnasta titular en els dos exercicis. Al gener el conjunt espanyol de gimnàstica rítmica va aconseguir l'or en el torneig Preolímpic de Londres 2012, assegurant la seva participació en els Jocs Olímpics de Londres 2012. Al maig, el conjunt espanyol va obtenir la medalla de bronze en la classificació general de la prova de la Copa del Món celebrada a Sofia (Bulgària) i la medalla d'or en la final de l'exercici mixt de cintes i cèrcols. El juliol de 2012 el conjunt va aconseguir la medalla de bronze en la classificació general de la prova de la Copa del Món celebrada a Minsk.

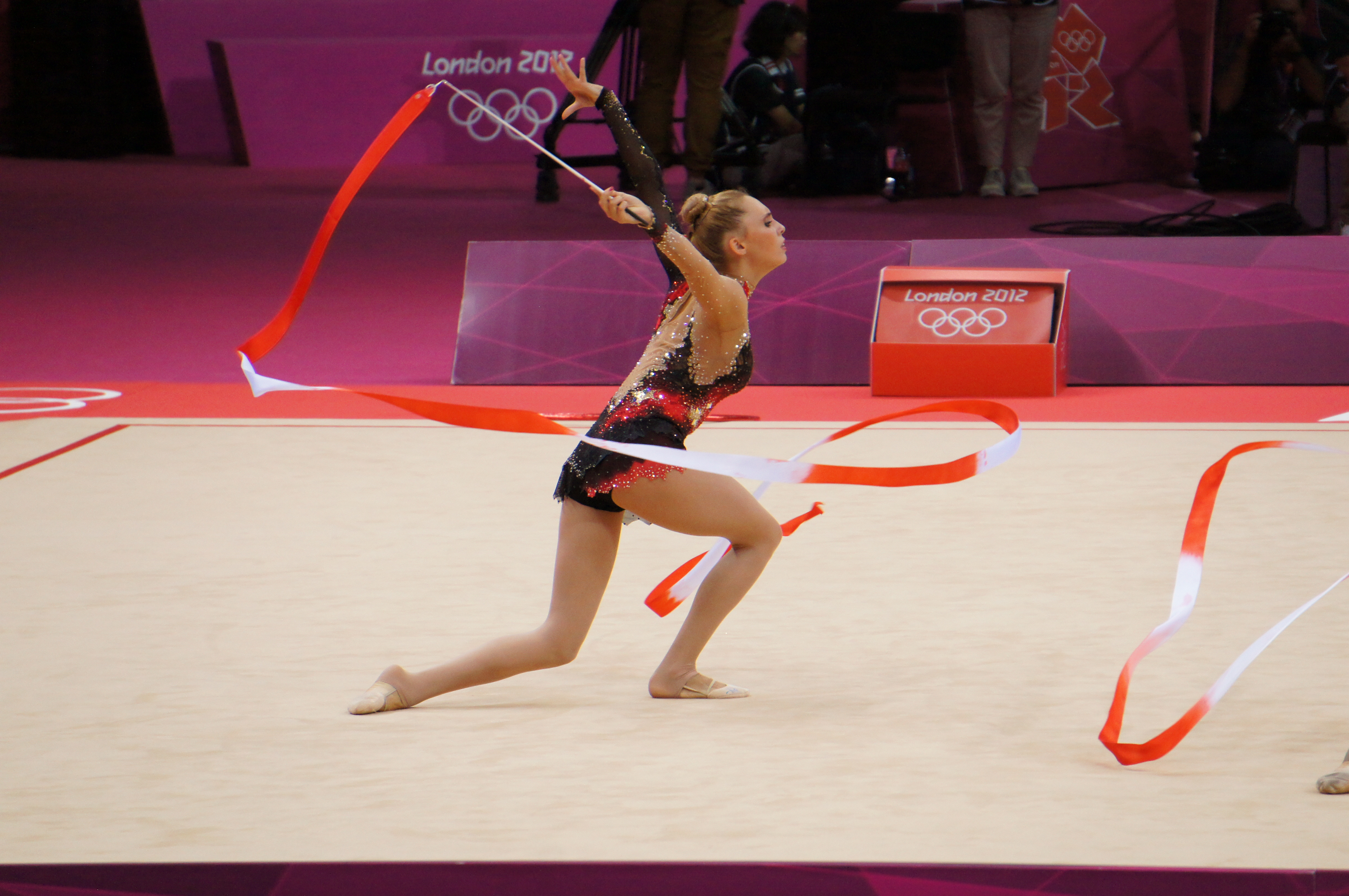
Lidia Redondo durant l'exercici de 3 cintes i 2 cèrcols en els Jocs Olímpics de Londres 2012.

Posteriorment, Lidia va acudir amb l'equip als Jocs Olímpics de Londres 2012, la seva primera i única experiència olímpica. En la fase de classificació, el conjunt espanyol, compost per Lidia, Loreto Achaerandio, Sandra Aguilar, Elena López, Lourdes Mohedano i Alejandra Quereda (capitana), va sumar 54,550 punts (27,150 en 5 pilotes i 27,400 en 3 cintes i 2 cèrcols), la qual cosa els va col·locar cinquenes en la classificació general i les va ficar en la final. En la final olímpica celebrada en el Wembley Sorra, el conjunt espanyol va realitzar un primer exercici de 5 pilotes en el qual van obtenir una puntuació de 27,400 punts, col·locant-se en 5a posició i millorant en 250 centenes pel que fa a la seva puntuació obtinguda el dia de la classificació. En l'exercici de 3 cintes i 2 cèrcols van obtenir una puntuació de 27,550 punts. Espanya va reclamar la nota de dificultat de l'exercici, que va anar de 9,200, encara que la reclamació va ser rebutjada per la Federació Internacional de Gimnàstica (FIG). Després de finalitzar els dos exercicis, Espanya va acumular un total de 54,950 punts, la qual cosa li va servir per acabar la competició en 4a posició i obtenir el diploma olímpic. El 13 d'octubre de 2012 es va celebrar a Granada el I Trofeu Nacional de Conjunts Lidia Redondo, al que va assistir la pròpia Brega.

#### 2013 - present: cicle olímpic de Rio 2016

##### 2013 - 2014: lesions, recaiguda i retirada temporal
El 2013, el conjunt va estrenar els dos nous exercicis per a la temporada: el de 10 maces i el de 3 pilotes i 2 cintes. El primer emprava com a música «A cegues» de Miguel Poveda, i el segon els temes «Still», «Big Palooka» i «Jive and Jump» de The Jive Aces. Per aquest any, Rodó seguiria sent titular en tots dos muntatges. Les noves components de l'equip aquesta temporada van ser Artemi Gavezou i Marina Fernández (que es retiraria a l'agost de 2013). Al febrer, Brega es lesiona en el peu esquerre, encara que va poder competir infiltrada en les primeres competicions de l'any. En el mes d'abril, en la prova de la Copa del Món disputada en Lisboa, el conjunt va ser medalla d'or en la general i medalla de bronze en 3 pilotes i 2 cintes. Posteriorment van ser medalla de plata en 10 maces en la prova de la Copa del Món de Sofia. Després d'aquesta competició, la lesió en el peu esquerre que arrossegava des de febrer li va provocar una sobrecàrrega en el peu dret, amb fractura d'estrès en el segon metacarpià. No obstant això participaria en sengles exhibicions en Corbeil-Essones i en Barcelona (on a més va participar en un torneig). Aquesta nova lesió va portar a la fi de juliol a la decisió tècnica de les entrenadores de no comptar amb ella per les dues últimes competicions de l'any, la prova de la Copa del Món de Sant Petersburg i el Campionat Mundial de Kíev. Després de l'estiu i després de tractar-se la seva lesió a Canàries, va tornar novament a la concentració de l'equip, però va tornar a sofrir una lesió en el peu esquerre, la qual cosa la va obligar a guardar repòs.
Després de proclamar-se campiones del món, les gimnastes del conjunt espanyol van realitzar una gira on van participar en diverses exhibicions. Lidia actuaria generalment en un ball de gala al costat de les seves companyes en algunes d'elles, concretament en l'Arnold Classic Europe en Madrid, la Gala Solidària a favor del Projecte Home a Burgos (on va realitzar a més l'exercici de 10 maces a causa de la lesió d'Elena López), l'Euskalgym a Bilbao i el Campionat d'Espanya de Conjunts a Granada. A més, van crear un calendari amb l'objectiu de recaptar diners per a pagar les competicions següents.
El 24 de març de 2014 es va anunciar la seva retirada al costat de la de Loreto Achaerandio. El 30 d'abril va ser operada amb èxit del turmell esquerre pel doctor Manuel Lleis en la Clínica Cemtro de Madrid.

##### 2015: retorn, bronze mundial a Stuttgart i majors reconeixements
El 15 de gener de 2015 es va confirmar el seu retorn a la competició com a integrant del conjunt espanyol en anunciar-ho la revista Sobre el tapís a les seves pàgines de Facebook i Twitter. Al març va tenir lloc la primera competició de la temporada, el Grand Prix de Thiais, on el conjunt espanyol va estrenar els dos nous exercicis, el de 5 cintes i el de 2 cèrcols i 6 maces. El primer tenia com a música la cançó «Europa» de Mónica Taronger, i el segon un remix de District 78 del tema «Ameksa (The Shepard)» de Taalbi Brothers. En aquest inici de temporada, Brega i Claudia Heredia van ocupar els llocs de titular de les lesionades Elena López i Lourdes Mohedano. L'equip va acabar en el 6è lloc en la general, mentre que van aconseguir la medalla de plata en la final de 5 cintes i van ocupar el 8è lloc en la de 2 cèrcols i 6 maces. Aquest mateix mes, el combinat espanyol va viatjar a Lisboa per disputar la prova de la Copa del Món celebrada a la capital portuguesa. En la mateixa, van aconseguir la medalla de bronze en la general, el 7è lloc en la final de 5 cintes i novament el bronze en la de 2 cèrcols i 6 maces. A l'abril, el conjunt va disputar la Copa del Món de Pesaro, obtenint la medalla de bronze en el concurs general, el 7è lloc en 5 cintes i el 5º en 2 cèrcols i 6 maces. Al començament de maig, el conjunt va participar en sengles exhibicions en el Campionat d'Espanya en Edat Escolar, disputat en Àvila, i en el Torneig Internacional de Corbeil-Essonnes (França). A la fi de maig l'equip va viatjar a Taskent per participar en la Copa del Món celebrada a la capital uzbeka. Allí van aconseguir dues medalles de plata tant en el concurs general com en 2 cèrcols i 6 maces, i van acabar en la 6a posició en 5 cintes. Al juny, el conjunt va participar en els Jocs Europeus de Bakú 2015, obtenint el 4t lloc tant en el concurs general com en la final de 5 cintes. En la Copa del Món de Sofia, celebrada a l'agost, van obtenir la 7a posició en el concurs general i la 6ª en la final de 5 cintes. Aquest mateix mes, en la Copa del Món de Kazán, van aconseguir la 6a posició en la general i el 5è lloc tant en la final del mixt com en la de 5 cintes.

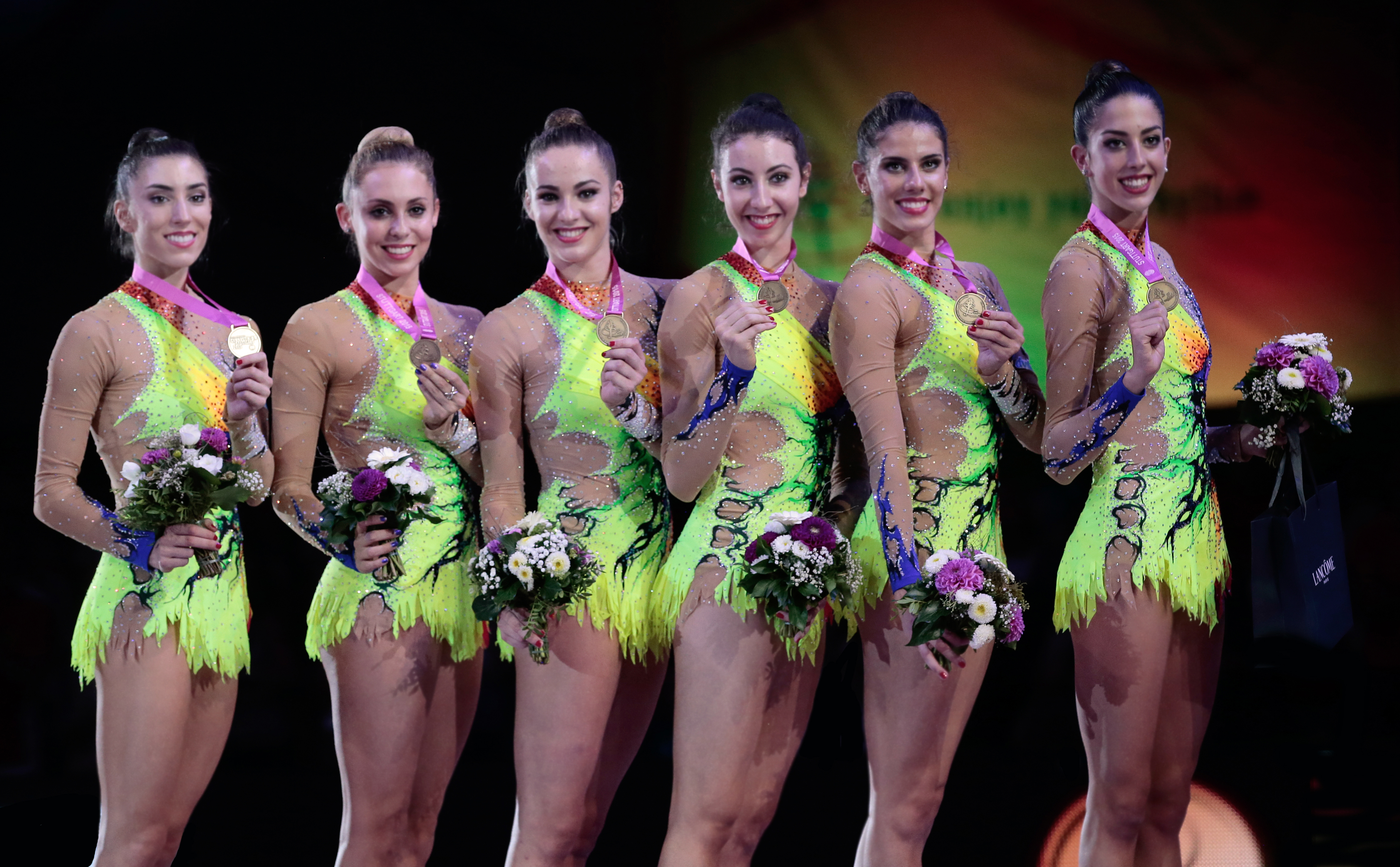
L'equip espanyol amb el bronze de la general en el Mundial de Stuttgart (2015).

Al setembre de 2015 es va disputar el Campionat Mundial de Stuttgart, classificatori pels Jocs Olímpics. Encara que va ser titular en les competicions precedents, Lidia va ser gimnasta suplent en aquest campionat. El primer dia de competició, el 12 de setembre, el conjunt espanyol va aconseguir la medalla de bronze en el concurs general amb una nota acumulada de 34,900, solament superada per Rússia i Bulgària, or i plata respectivament. Era la primera medalla per a Espanya en la general d'un Mundial des de 1998. Aquest lloc va atorgar al combinat espanyol una plaça directa pels Jocs Olímpics de Rio de Janeiro 2016. Lidia va pujar al podi al costat de les seves companyes per recollir la medalla. L'última dia de competició, les espanyoles van obtenir la 6a plaça en la final de 5 cintes. Durant aquest exercici, Artemi Gavezou es va lesionar el peu. L'equip va decidir llavors no participar en la final de 2 cèrcols i 6 maces, ja que a més Brega no podia competir al no estar inscrita en aquest moment. El conjunt va estar integrat en aquesta competició per Lidia, Sandra Aguilar, Artemi Gavezou, Elena López, Lourdes Mohedano i Alejandra Quereda. Aquest campionat va ser retransmès a Espanya per Teledeporte amb la narració de Paloma del Riu i Almudena Cid, sent el primer Mundial que emetia una televisió espanyola en aquest cicle olímpic, ja que els dos anteriors no van ser transmesos per cap canal nacional.
Després d'aquest bronze mundial, el conjunt espanyol va tenir sengles recepcions en el Consell Superior d'Esports i el Comitè Olímpic Español, a més de concedir nombroses entrevistes a diferents mitjans de comunicació, participant per exemple al programa de ràdio Planeta olímpico de Radio Marca o al programa de televisió El hormiguero d'Antena 3 el 24 de setembre. El 17 de novembre Lidia va acudir com convidada al costat de les seves companyes del conjunt espanyol als Premis Nacionals de l'Esport, on els va ser lliurada la Copa Baró de Güell com a millor equip nacional de 2014, premi del Consell Superior d'Esports que va ser recollit per Alejandra Quereda, capitana de l'equip, i per Jesús Carballo Martínez, president de la Federació, de mans del rei Felipe VI d'Espanya.
El 19 d'octubre de 2015 es va anunciar que el conjunt espanyol de gimnàstica rítmica protagonitzaria el tradicional anunci de Nadal de la marca de cava Freixenet, i que aquest seria dirigit pel cineasta Kike Maíllo. L'equip va realitzar els assajos del espot el 29 i el 30 d'octubre, i es va gravar entre els dies 10 i 11 de novembre en un plató de Barcelona. L'anunci, titulat Brillar, es va estrenar finalment el 25 de novembre en un esdeveniment en el Museu Marítim de Barcelona, podent veure's des d'aquest dia a la pàgina web de Freixenet i en YouTube. Va ser acompanyat per l'enregistrament d'un documental promocional anomenat Mereixent un somni, on gimnastas i entrenadores expliquen el seu dia a dia en l'equip nacional.

##### 2016: nova operació i final del cicle olímpic
Al començament de març de 2016 va aconseguir amb l'equip els 3 ors en joc en el Torneig Internacional de Schmiden (Alemanya). El 18 de maig va ser operada amb èxit del peu dret en la Clínica Cemtro de Madrid pel doctor Manuel Lleis, mateix metge que ja la va intervenir del peu esquerre en 2014.
Actualment, Lidia compagina la gimnàstica rítmica amb els seus estudis de INEF (Ciències de l'Activitat Física i l'Esport) en la Universitat Politècnica de Madrid, i s'està traient els títols de Jutge de gimnàstica rítmica.

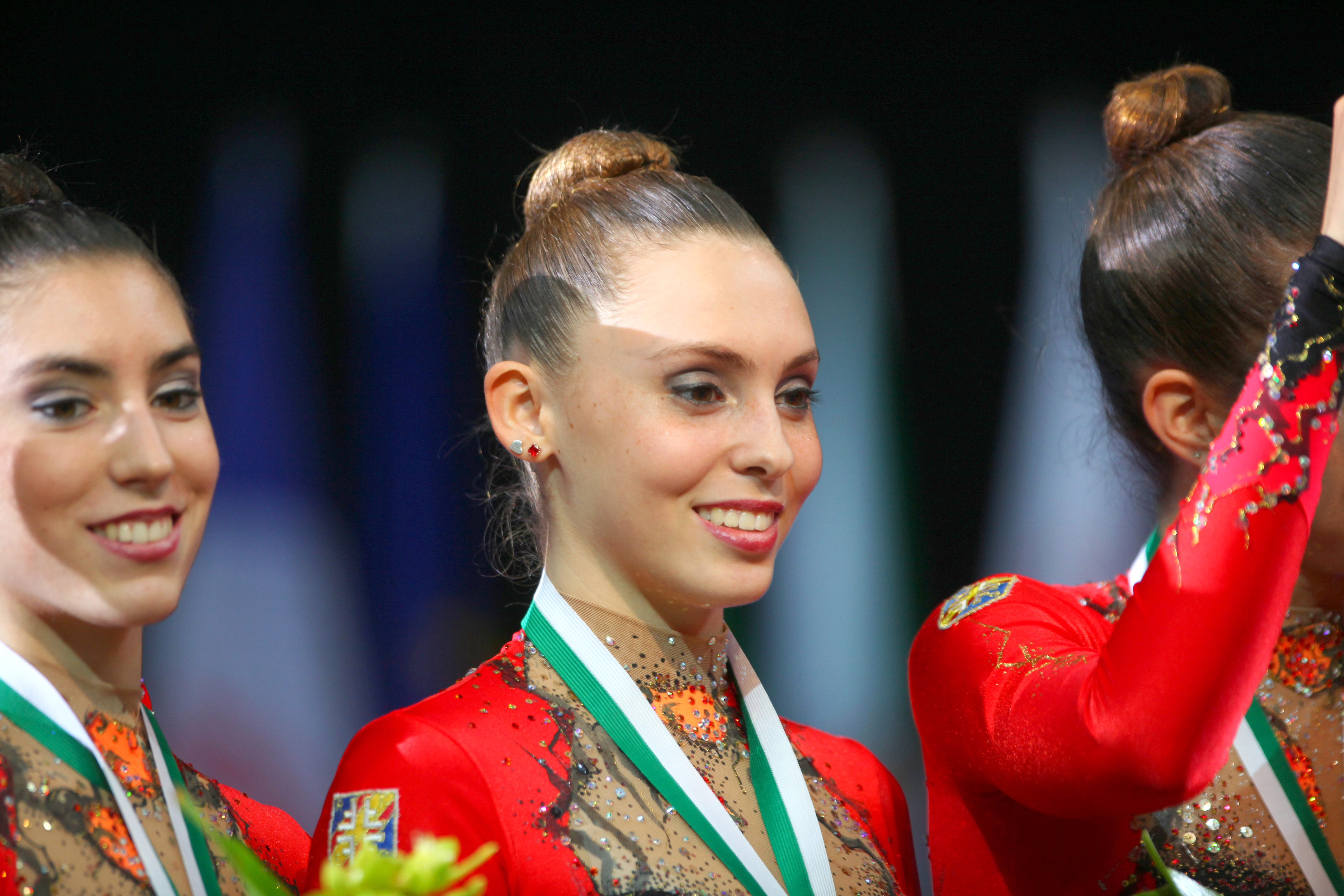
Brega en el podi de la Copa del Món de Portimão (2009).

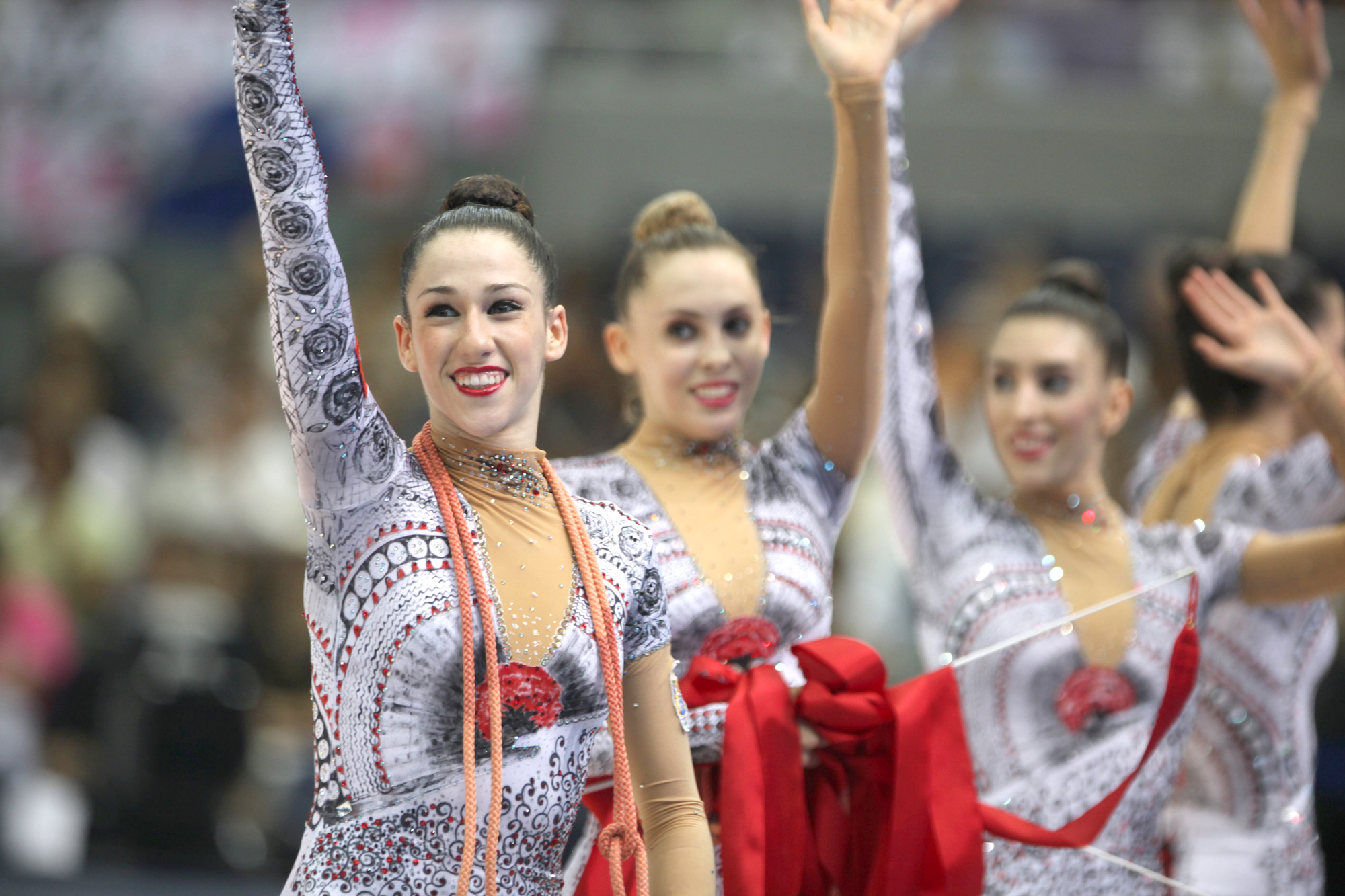
Brega (centre) amb el conjunt espanyol en el Mundial de Mie (2009).

## Premis, reconeixements i distincions
- Premio Passaport Olímpic 2011 dels lectors als esportistes més destacats (2012)[47]
- Esment Especial (al costat de la resta del conjunt 4º en els Jocs Olímpics) en la Gala Anual de Gimnàstica de la Federació Càntabra de Gimnàstica (2013)[48]
- Guardonada en els XIII Premis Granada Jove per l'Institut Andalús de la Joventut (2013)[49]
- Insígnia d'Or de la Federació Andalusa de Gimnàstica (2013)
- Placa Honorífica a la Ciutat Esportiva de Armilla, per la Diputació Provincial de Granada (2013)[50][51]
- Trofeu per la consecució de la medalla de bronze a Stuttgart, atorgat pel Ajuntament de Guadalajara en el V Trofeu Maite Nadal (2015)[52]
- Millor Equip en els Premis Dona, Esport i Empresa, lliurats a l'I Congrés Ibèric Dona, Esport i Empresa (2015)[53]
- Premi Internacional per la consecució de la medalla de bronze a Stuttgart en la XXIII Nit de l'Esport de Mollet del Vallès (2016)[54]
- Distinció (al costat de la resta del conjunt) en la Gala de l'Esport de Ceuta (2016)[55][56]
- Medalla d'Or de l'Ajuntament de La Zubia (2016)[57]
- Guardonada (al costat de la resta del conjunt) en la XXXVI Gal·la Nacional de l'Esport de l'Associació Espanyola de la Premsa Esportiva (2016)[58]

## Galeria

### Final de conjunts en els Jocs Olímpics de Londres 2012

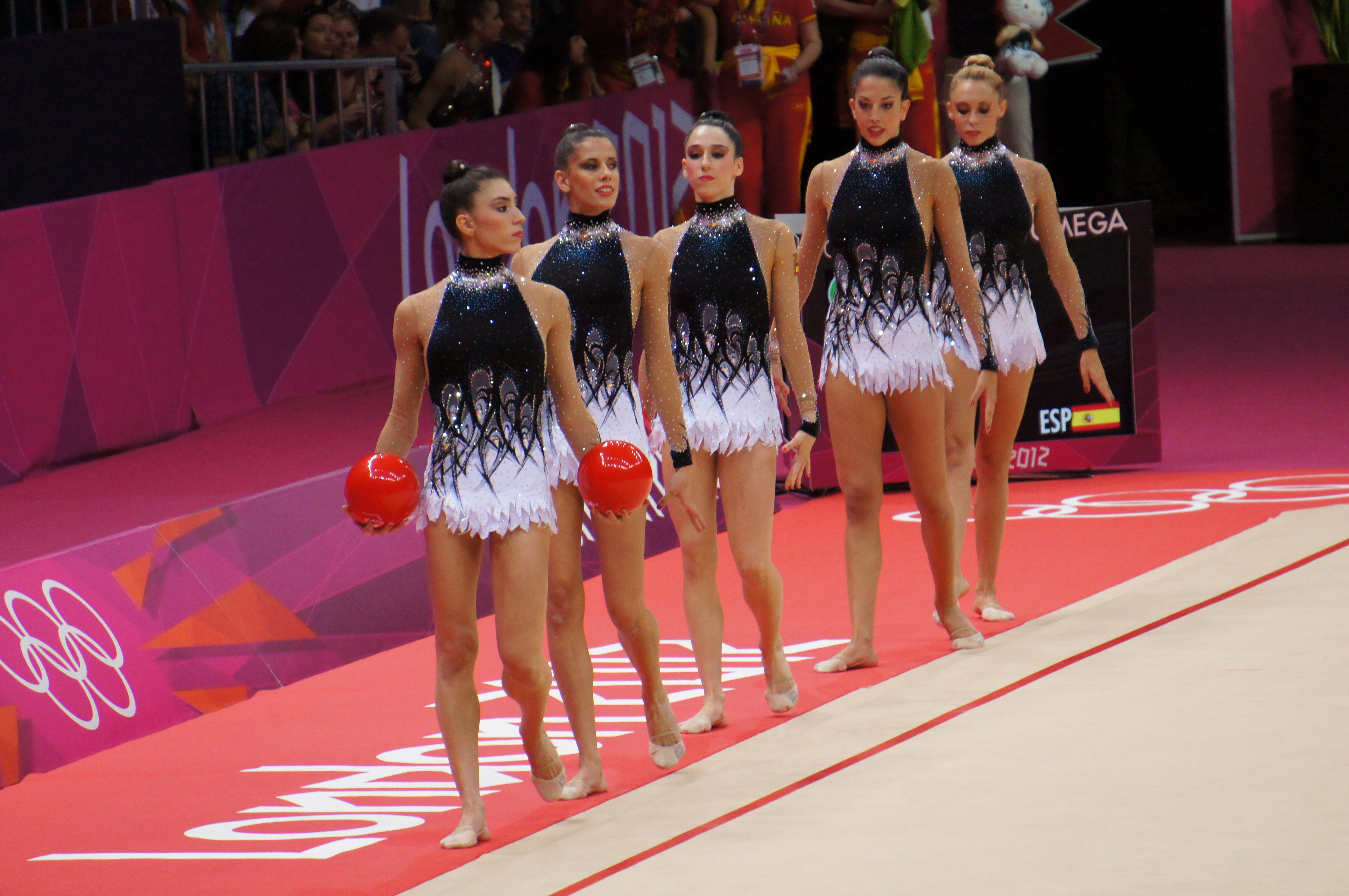
D'esquerra a dreta, Sandra, Lourdes, Loreto, Alejandra i Lidia.
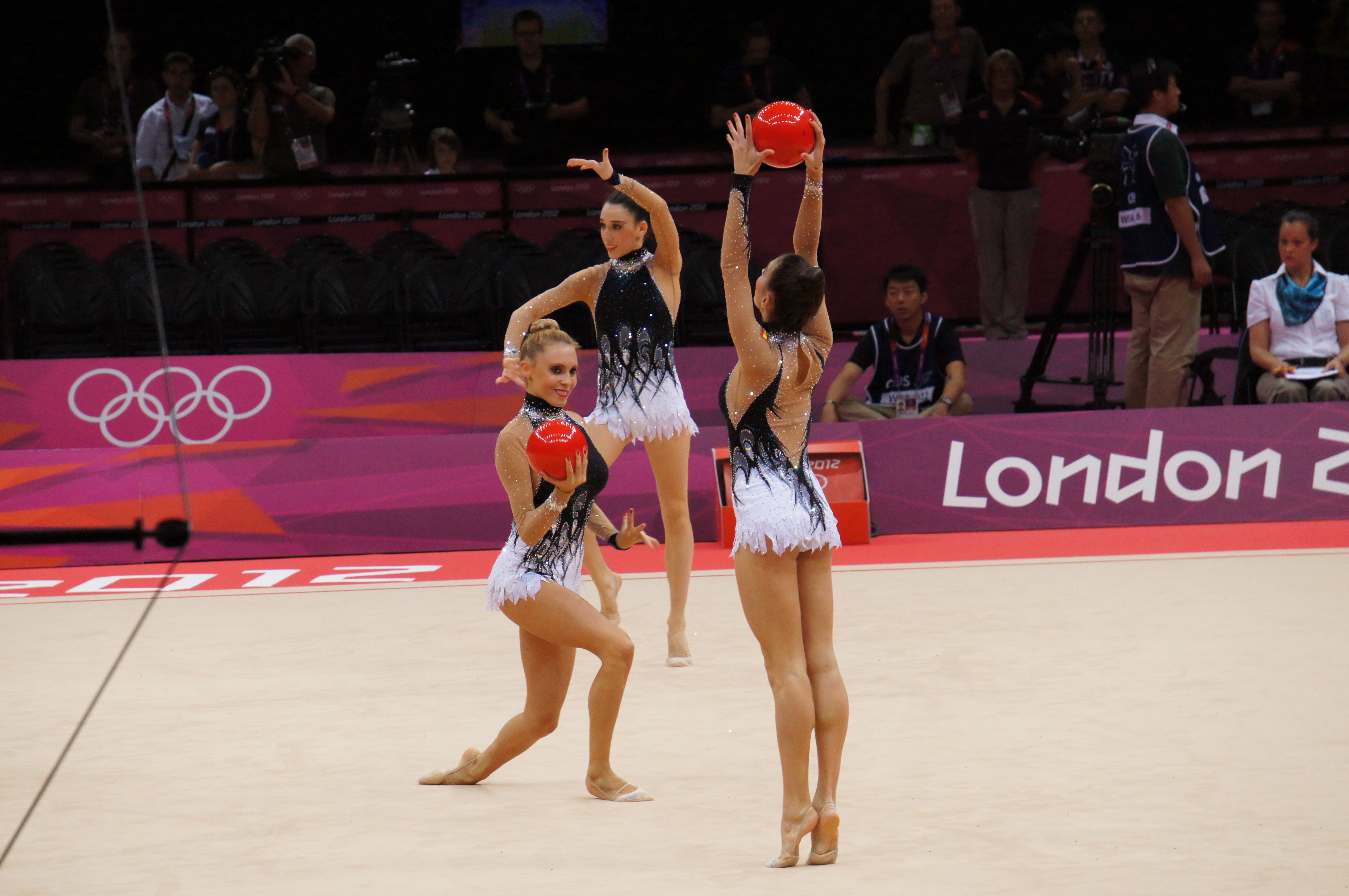
Un moment de l'exercici de 5 pilotes. Alejandra, d'esquena, seguida per Lidia i Loreto, al fons.
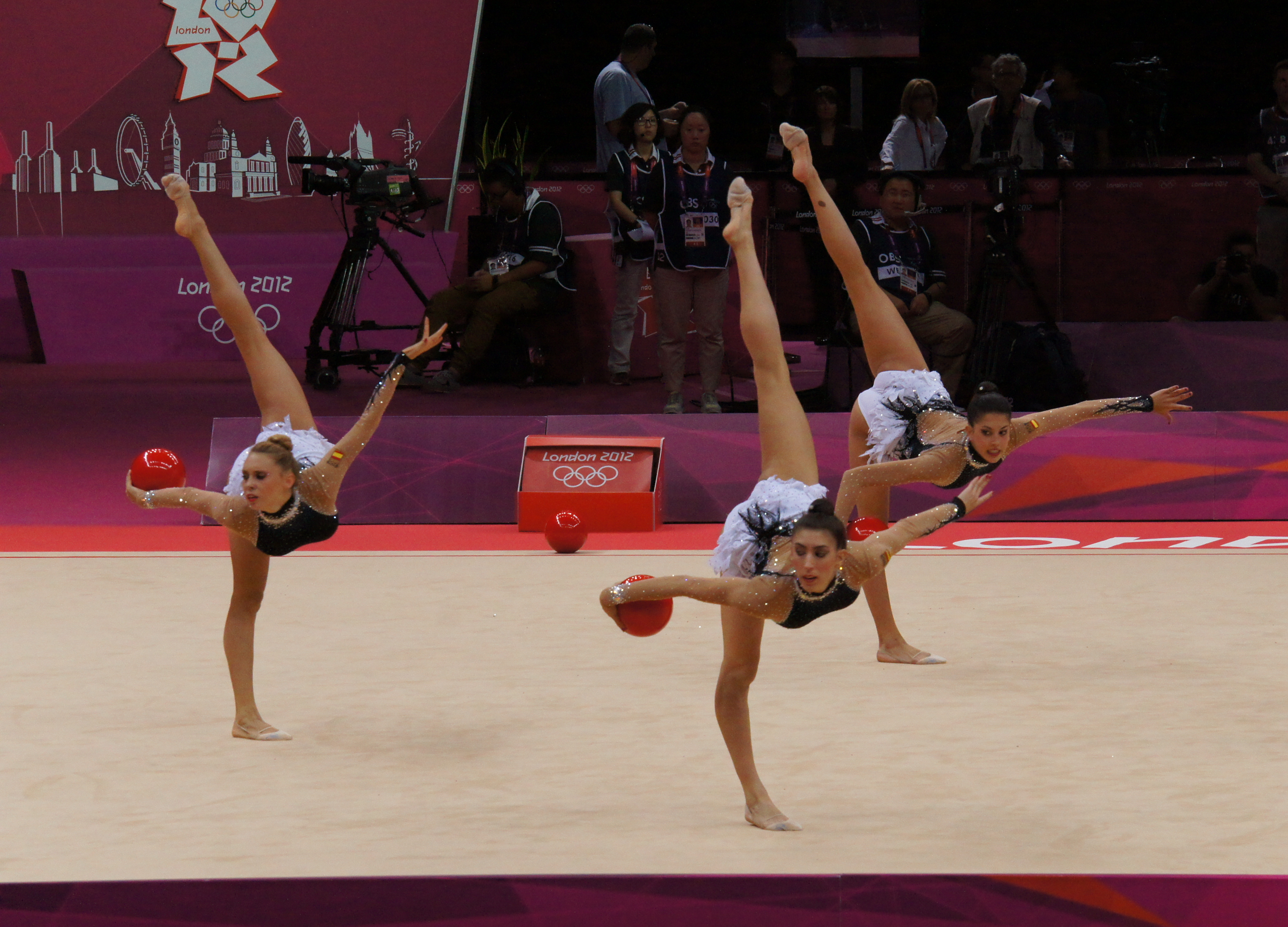
D'esquerra a dreta, Lidia, Sandra i Alejandra, fent un gir penché (o en planxa frontal).
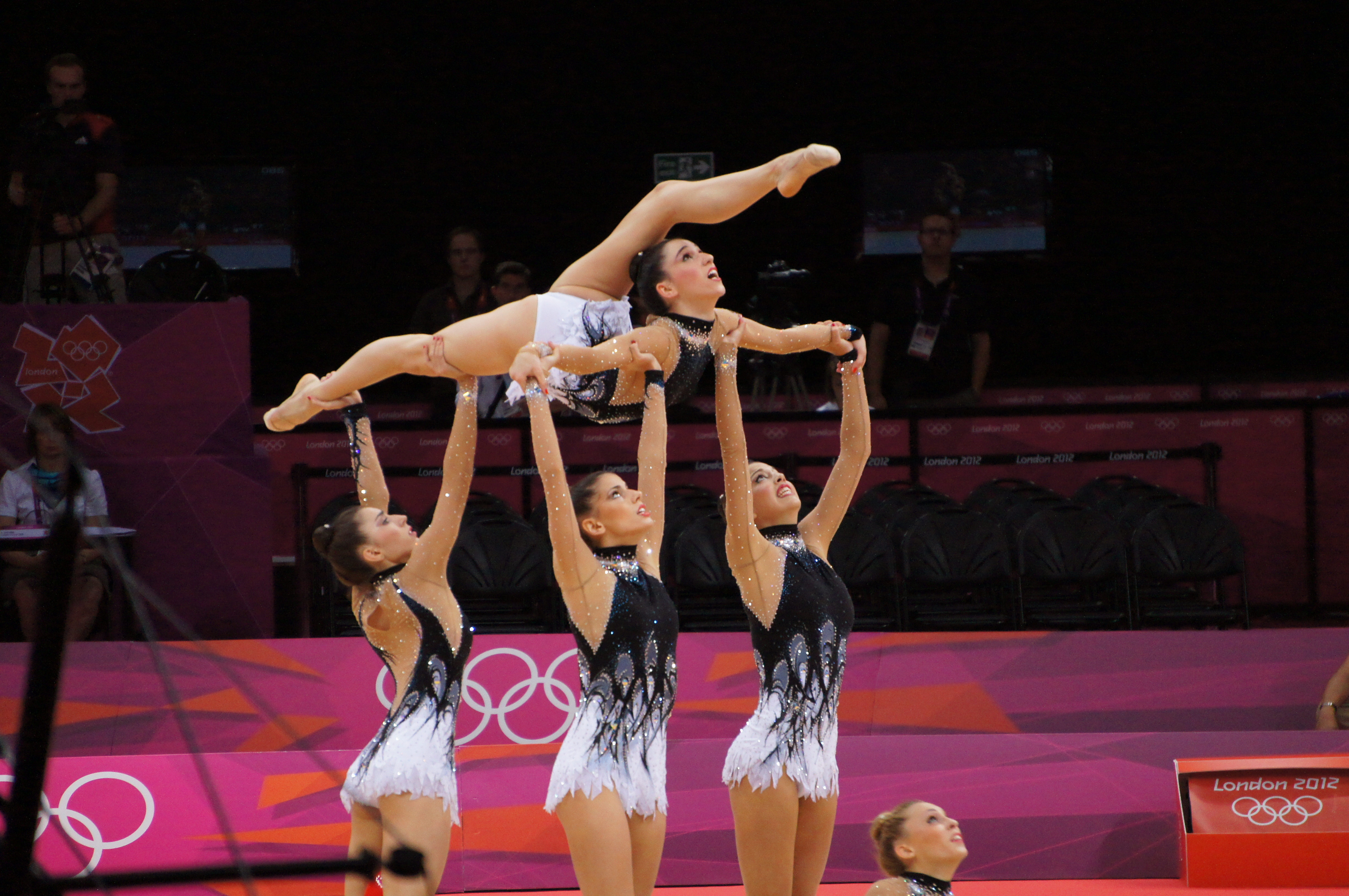
Sandra, Lourdes i Alejandra, sostenint a Loreto a un altre moment de l'exercici de 5 pilotes.
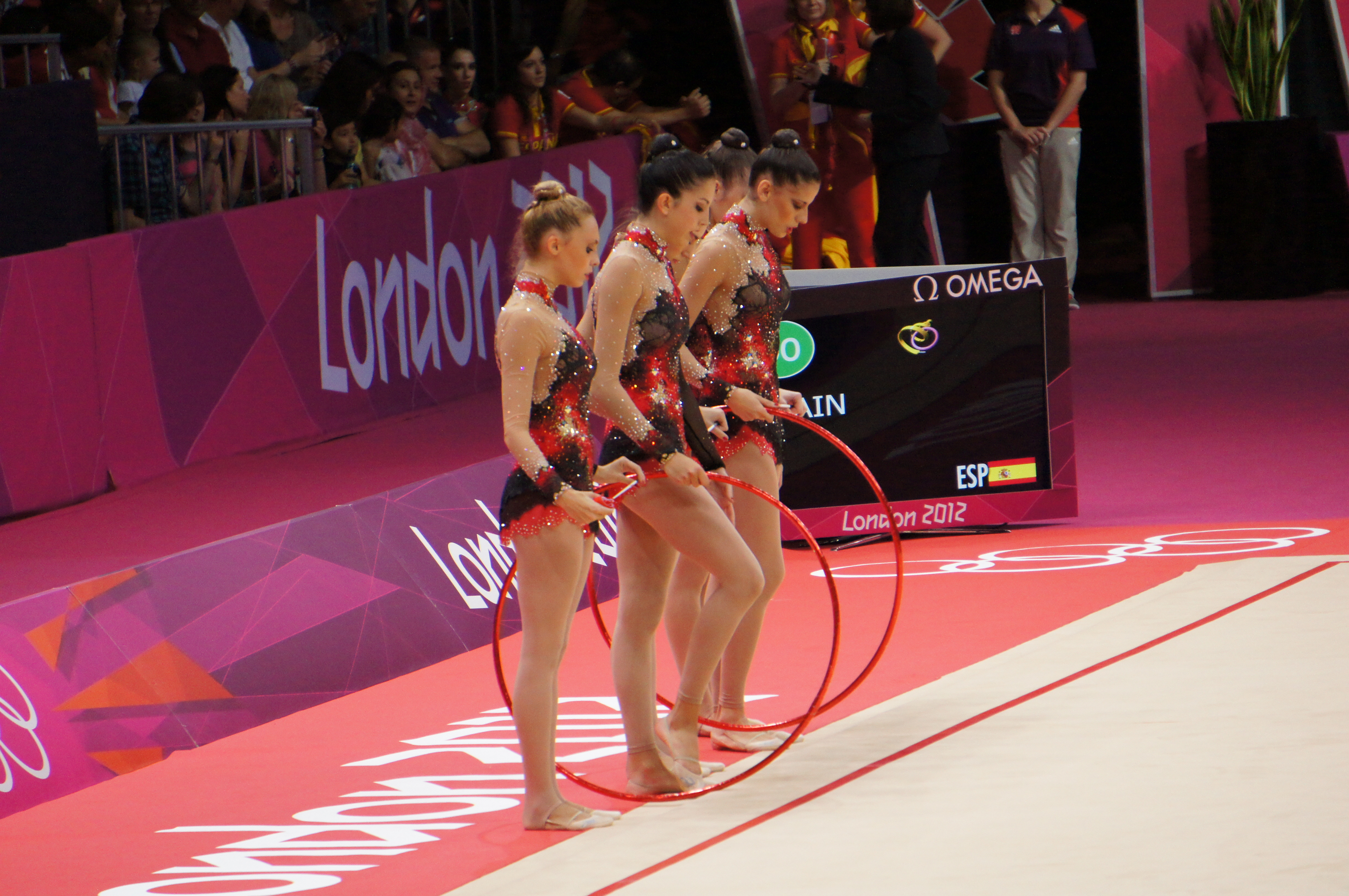
Les components de l'equip abans de realitzar l'exercici de 3 cintes i 2 cèrcols.
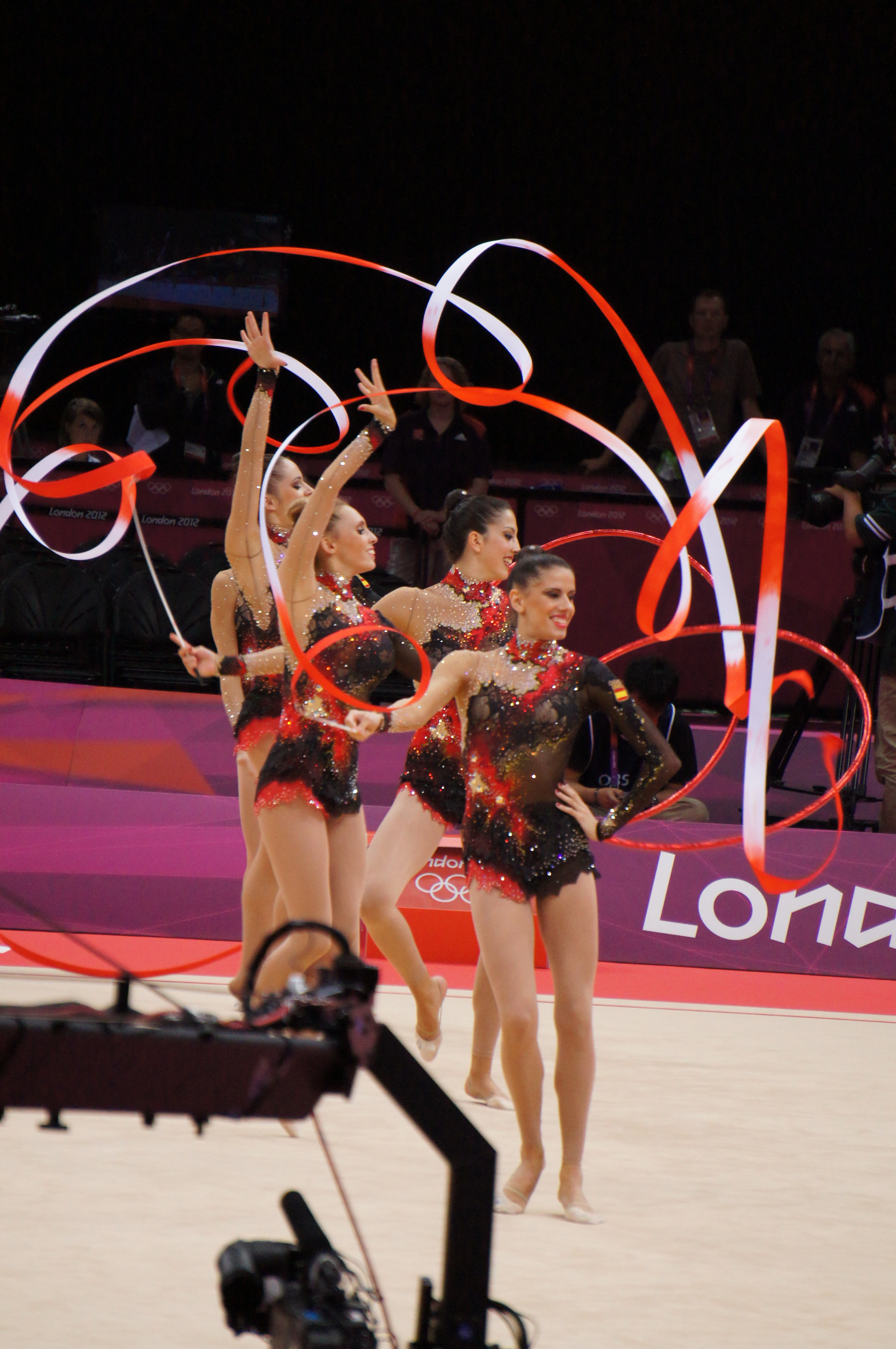
El conjunt durant l'exercici mixt.
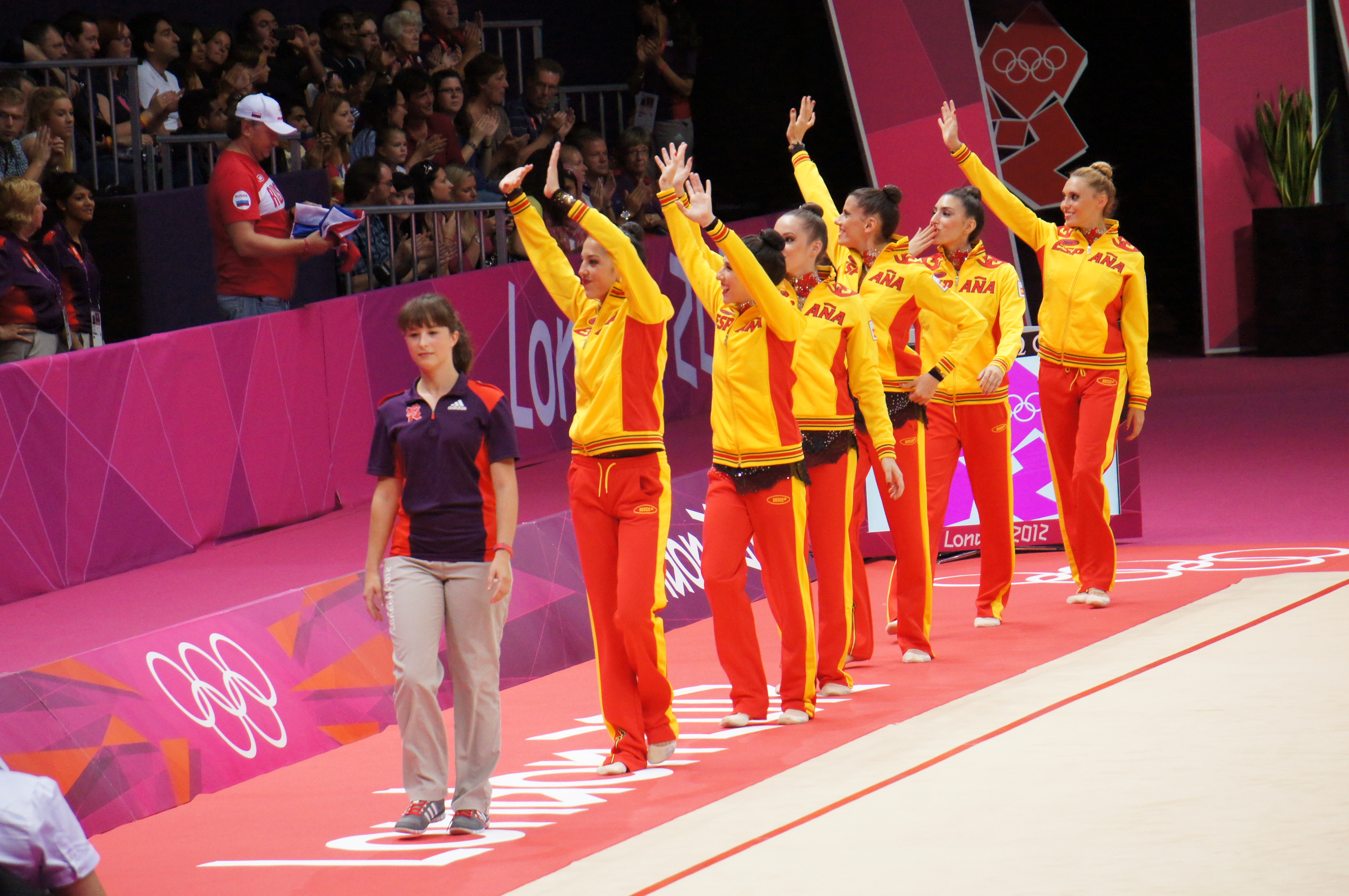
L'equip espanyol saludant al públic després de finalitzar la competició.